# Bieuxy
Bieuxy är en kommun i departementet Aisne i regionen Hauts-de-France i norra Frankrike. Kommunen ligger  i kantonen Vic-sur-Aisne som ligger i arrondissementet Soissons. År 2022 hade Bieuxy 34 invånare.

## Befolkningsutveckling
Antalet invånare i kommunen Bieuxy
Referens: INSEE